# Sveno Erici Eklöf
Sveno Erici Eklöf, född 1666 och döpt 17 januari samma år i Eksjö, död 31 december 1721, var en svensk rektor.

## Biografi
Eklöf var son till en grytgjutare. Under utbildningen vid Uppsala universitet från 1689 var Eklöf informator för professor Harald Vallerius söner och fick uppleva att gården de bodde i brann upp 1691. Han blev konsistorieamanuens i Linköping 1702 och var rektor för Söderköpings trivialskola från 1703 till sin död nyårsaftonen 1721. 